# Wang Li
Pour les articles homonymes, voir Wang (patronyme).
Wang Li (chinois simplifié : 王力 ; chinois traditionnel : 王力 ; pinyin : Wáng Lì) est un linguiste chinois né en 1900 et mort en 1986. 

## Biographie
Après des études à l'université de Qinghua 清华 à Pékin, il part en 1927 pour la France où il étudie la linguistique avec Joseph Vendryes. Il rédige sa thèse sur sa langue maternelle, le dialecte chinois de Bobai 博白. 
Il est célèbre pour ses travaux sur le chinois médiéval et le chinois archaïque et la grammaire du chinois ancien.